# Allodape nula
Allodape nula är en biart som beskrevs av Embrik Strand 1912. Allodape nula ingår i släktet Allodape och familjen långtungebin. Inga underarter finns listade i Catalogue of Life.